# Holzwickede
Holzwickede (phát âm tiếng Đức: [hɔltsˈvɪkədə]) là một đô thị ở huyện Unna thuộc bang Nordrhein-Westfalen, Đức. Dân số thời điểm ngày 31 tháng 12 năm 2006 là 17.620 người.